# Eden Espinosa
Eden Espinosa (Anaheim, 2 de fevereiro de 1978) é uma atriz estado-unidense.

## Família
Os pais de Espinosa são um compositor de música cristã e uma professora de escola pública. Ela também tem uma irmã.

## Gravações
- Top 25 Praise Songs - Updated (2000)
- Top 25 Acoustic Worship Songs (2002)
- The Maury Yeston Songbook (2003)
- Hair - The Actors' Fund of America Benefit Recording (2005)
- Brooklyn The Musical (2005 Original Broadway Cast Recording)
- Dreaming Wide Awake The Music of Scott Alan (2007)
- David Burnham - Dueto especial: "As Long As You're Mine" (2007)